# تاکا، هیوگو
تاکا، هیوگو (به لاتین: Taka, Hyōgo) یک منطقهٔ مسکونی در ژاپن است که در استان هیوگو واقع شده‌است. تاکا ۲۳٬۶۸۱ نفر جمعیت دارد.